# 올리버 오클랜드
올리버 애클런드(Oliver Ackland, 영어 발음: /'æklənd/, 1979년 11월 9일 ~ )는 오스트레일리아의 배우이다.

## 출연 작품

### 영화
- 프로퍼지션 (2005)
- Emerald Falls (2008)
- 엘리트 하이 스쿨 (2010, Wasted on the Young)
- 100 블러디 에이커스 (2012)
- Blinder (2013)

### 텔레비전
- 보물섬 (2003, Pirate Islands)
- 홈 앤 어웨이 (2003, 2022-23)
- 그리고 파티는 끝났다 (2011)
- 오리지널스 (2015-16)